# Fußball-Club Stahl 1998 Brandenburg
El Fußball-Club Stahl 1998 Brandenburg o FC Stahl Brandenburg és un club de futbol alemany de la ciutat de Brandenburg an der Havel.

## Història
El club va néixer el 20 de novembre de 1950 amb el nom BSG Einheit Brandenburg jugant a la segona divisió d'Alemanya Oriental. Esdevingué BSG Stahl Brandenberg el 1955 pel suport de la companyia d'acers local. Aconseguí ascendir a la primera divisió la temporada 1984-85 on jugà fins 1990. Després de la reunificació adoptà el nom BSV Stahl Brandenburg jugant la temporada 1991-92 a la 2. Bundesliga Nord. El 1993 va perdre el suport comercial perdent el mot 'stahl' del seu nom. Patí una fallida econòmica el 1998, fundant-se de nou amb el nom FC Stahl Brandenburg. El 2017 juga a la Brandenburg-Liga (VI).

## Rugbi
Durant l'època de l'Alemanya Oriental va tenir una important secció de rugbi, actualment separada amb el nom Stahl Brandenburg Rugby.

## Palmarès
- NOFV-Oberliga Nord: 
  - 1994

- Copa Brandenburg: 
  - 1994